# William Randolph Hearst
Pour les articles homonymes, voir Hearst.
William Randolph Hearst, né le 29 avril 1863 à San Francisco et mort le 14 août 1951 à Beverly Hills, est un homme d'affaires américain, magnat de la presse écrite.
Principal représentant du journalisme jaune et propagateur du journalisme des fake news selon les uns, ou « précurseur » du journalisme d'investigation de la fin du XIXe siècle au même titre que Joseph Pulitzer et le quotidien New York World selon les autres, il a inspiré le célèbre Citizen Kane d'Orson Welles.

## Biographie

### Origines
Son père, George Hearst, était un industriel multimillionnaire du secteur minier, originaire du Missouri et sénateur de Californie de 1886 à 1891.
Sa mère, Phoebe Apperson Hearst, était une enseignante d'école primaire du Missouri. À l'âge de dix ans, Hearst effectue un tour de l'Europe avec sa mère.
À seize ans, il entre à l'école St. Paul's, à Concord, capitale du New Hampshire. De 1882 à 1885, William étudie à l'université Harvard, mais il est expulsé pour avoir envoyé à des membres de l'institution des pots de chambre contenant leur photo.

### Carrière
Il prend en 1887 la tête du quotidien San Francisco Examiner, que son père a reçu en guise de paiement pour une dette de jeu. Hearst donne au journal le surnom de « souverain des quotidiens » (Monarch of the Dailies), acquiert le meilleur matériel disponible et recrute des journalistes talentueux. Le journal investit le champ du journalisme d'investigation et publie des révélations d'affaires de corruption et des articles sensationnalistes.
En 1895, Hearst rachète le New York Morning Journal, un quotidien peu rentable, et y engage des écrivains comme Stephen Crane et Julian Hawthorne. Il entre alors en concurrence directe avec son ancien mentor, Joseph Pulitzer, propriétaire du New York World, duquel il débauchera Richard F. Outcault, l'inventeur des bandes dessinées en couleurs. Hearst comprend très tôt le potentiel qu'il peut tirer de la bande dessinée naissante et recrute ou débauche les meilleurs dessinateurs et scénaristes de comics. Il lance les funnies (les rigolos), suppléments illustrés tout en couleur aux journaux du dimanche. Pour diffuser sur l'ensemble du territoire ses auteurs maison il crée le King Features Syndicate qui propose entre autres Blondie, Flash Gordon, Mandrake le Magicien, Mickey Mouse, Pim, Pam et Poum, Little Nemo, The Yellow Kid ou encore Terry et les Pirates.
Hearst est ainsi à l'origine du comic strip. Le prix du New York Journal, qui deviendra plus tard le New York Journal-American, est réduit à un cent et atteint des tirages sans précédent avec des articles sensationnalistes et malhonnêtes sur des sujets tels que le crime et les pseudo-sciences. Le bellicisme de l'écriture du journal en ce qui concerne les affaires étrangères, notamment l'insurrection cubaine, est réputé à l'époque. Hearst comme Pulitzer publient des images de soldats espagnols enfermant des Cubains dans des camps de concentration où ils meurent de faim et de maladie. Après la guerre, il se vantera d'avoir investi plus d'un million de dollars pour faire entrer en guerre les États-Unis contre l'Espagne en 1898.
La concurrence acharnée entre le New York World de Joseph Pulitzer et le New York Journal d'Hearst à la fin du XIXe siècle, ouvre l'ère du journalisme jaune (« yellow journalism »), dont le principal représentant, Hearst, privilégie le sensationnalisme et n'hésite pas à propager des fake news.
Vers le milieu des années 1920, Hearst a fondé ou possède des journaux dans toutes les régions des États-Unis. Sa chaîne de journaux et périodiques comprend alors le Chicago Examiner, Boston American, Cosmopolitan, et Harper's Bazaar, en plus de sa propre agence de presse, l'International News Service. Hearst publie également des œuvres de fiction et produit des films.

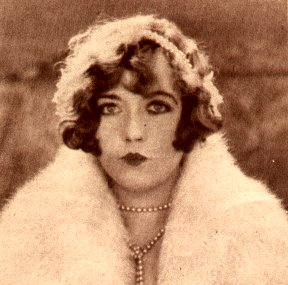
Marion Davies dans les années 1920.

Dans les années 1920, William Hearst fait construire le spectaculaire Hearst Castle, sur un ranch de 970 km2 à San Simeon, en Californie, un château qu'il meuble d'antiquités et d'œuvres d'art achetées en Europe, dont en 1928 le mobilier de la chambre à coucher de la comédienne française Mademoiselle Mars, acheté au téléphone à Stéphane Boudin, directeur de la maison Jansen, qui l'avait acquis lui-même de la comédienne Mary Marquet.
Il habite cette demeure avec sa maîtresse, Marion Davies, et il y organise de somptueuses réceptions. Millicent Willson, sa femme, dont il est séparé depuis longtemps, vit à New-York, où elle appartient à la haute société. Willson, une philanthrope active, crée en 1921 la fondation Free Milk Fund for Babies (Fonds pour du lait gratuit pour les bébés).
À l'apogée de sa fortune Hearst possède quelque 28 journaux importants et 18 magazines, ainsi que des services de presse, stations radio et compagnie de cinéma. Toutefois, la Grande Dépression des années 1930 affaiblira sa position et, en 1940, il a déjà perdu le contrôle personnel sur son empire financier de presse. C'est dans les années 1930 qu'il se rend en Allemagne et admire la force du nazisme.
Il meurt en 1951, à Beverly Hills, en Californie et est enterré au Cypress Lawn Memorial Park, à Colma, au sud de San Francisco.

## Vie personnelle
Hearst est parfois accusé d'avoir provoqué la guerre hispano-américaine de 1898 pour augmenter les ventes de son journal. Sa propre carrière politique sera mise à mal à la suite de l'assassinat du président William McKinley, après la découverte de la publication par Hearst d'un poème satirique d'Ambrose Bierce faisant allusion à un éventuel meurtre de McKinley.
En 1903, William Hearst épouse Millicent Veronica Willson (1882–1974) à New York. Presque de 20 ans son aîné, Hearst la fréquentait depuis qu'elle avait seize ans. Le couple aura cinq fils : George Randolph Hearst (1904–1972), William Randolph Hearst Jr. (1908–1993), John Randolph Hearst (1910–1958), et des jumeaux, Randolph Apperson Hearst (1915–2000) et David Whitmire Hearst (1915–1986).
Bien que le couple demeure marié jusqu'à la mort de Hearst, il se sépare de sa femme en 1926 et l'actrice Marion Davies (née Marion Cecilia Douras, 1897–1961) sera sa maîtresse durant plus de 30 ans. Ils ont eu ensemble une fille, Patricia Lake (1919-1993), qui était présentée comme étant la nièce de Marion Davies.
Membre de la Chambre des représentants de 1903 à 1907, Hearst échoue dans ses tentatives pour accéder à la mairie de New York, en 1905 et 1909, et au poste de gouverneur de New York, en 1906. Il sera battu par le candidat Charles Evans Hughes lors de l'élection pour le poste de gouverneur. Hostile à l'Empire britannique, Hearst est opposé à l'intervention des États-Unis dans la Première Guerre mondiale et critique la formation de la Société des Nations. En 1929, le magnat de la presse américaine propose d'avancer des fonds en échange de l'exclusivité de l'information relative à un vol autour du monde du dirigeable « Graf Zeppelin ». Cette aide financière de 100 000 dollars exige de débuter et achever ce périple aérien à partir du territoire des États-Unis (Lakehurst N.J). Deux journalistes de Hearst, Lady Grace Drummond Hay et Karl von Wiegand, supporters inconditionnels du Zeppelin, embarquent le 7 août 1929. Le krach boursier d'octobre 1929 ne permettra cependant pas de donner de prolongement immédiat (l'ouverture d'une ligne régulière Europe-USA) à ce premier tour du Monde aérien, très largement réussi. Hearst s'attire les foudres de la gauche américaine en soutenant le nazisme dans les années 1930. De récentes recherches par l'auteur Louis Pizzitola indiquent que Hearst a participé au rallye de Nuremberg[réf. nécessaire]. Malgré tout cela, en 1938, il dénonce le pogrom de la nuit de Cristal quand les autres journaux le passent sous silence. Pendant la guerre civile espagnole, ses médias dénoncent constamment les actions des républicains. Durant les années 1940, il sera un farouche opposant au communisme.
En 1947, Hearst faisait l'acquisition d'une villa à Beverly Hills (la « Beverly House »), achetée pour 120 000 dollars à la famille Thum, qui l'avait elle-même acquise auprès de son commanditaire, le banquier Milton Getz, en 1941. Construite dans les années 1920 sur les plans de l'architecte Gordon Kaufmann (en), la villa de 4 500 m2 avec piscine possède un jardin dessiné par Paul Thiene (en) et des aménagements intérieurs par Hugo Ballin, qui en font une demeure au style syncrétique, provençale, toscane et andalouse. Hearst y meurt. C'est dans cette demeure que le couple Kennedy passa sa lune de miel en 1953. Dans les années 1970, elle est louée pour le tournage de films, comme Le Parrain. Elle est rachetée en 1976 par le promoteur Leonard Ross.

### Wyntoon

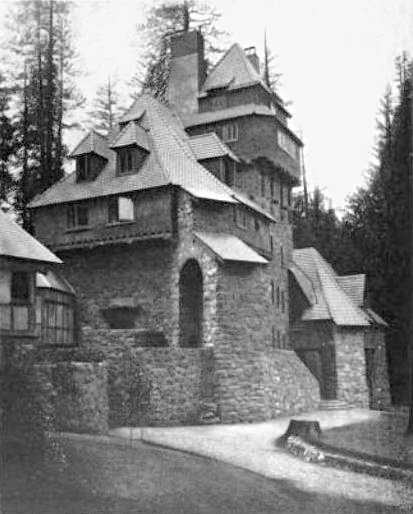
Wyntoon tel qu'il fut construit en 1906. Cette construction fut détruite par un incendie en 1929.

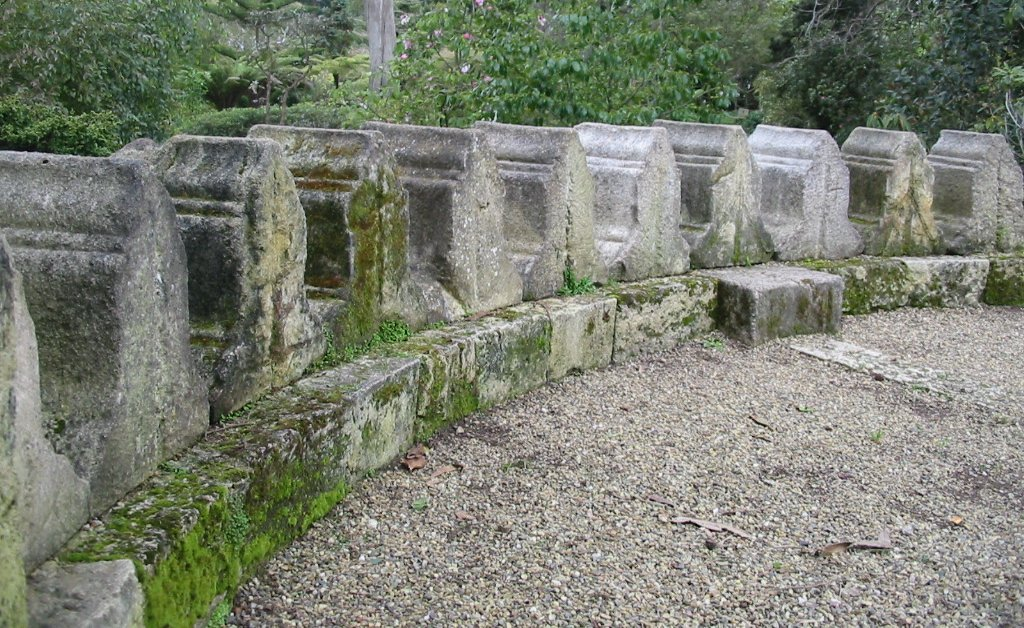
Golden Gate Park San Francisco pierres issues du monastère cistercien de Santa Maria de Ovila, en Espagne

Arthur Byne, un représentant de la « Hispanic Society of America », en quête de « bric-à-brac » pour les collections du musée, découvre en 1930 au cours de l’un de ses voyages, près de Burgos en Espagne, les ruines d'un monastère cistercien décrépi, Santa Maria de Ovila. Il fait du monastère quelques croquis qu'il envoie à William Randolph Hearst. Celui-ci ravi, décide d'acheter le monastère entier, de le démonter et de l'envoyer en Californie afin de l'intégrer à son projet de château, « Wyntoon », dans les forêts du Nord de la Californie, tout près de la rivière McCloud.
À cet endroit la mère de Hearst avait une vaste cabane de chasse qui a brûlé et Hearst compte bien la remplacer par un véritable château médiéval ; la chapelle elle-même doit devenir une énorme piscine de 150 mètres de long.
L'affaire est menée sur place par Julia Morgan, l'architecte de Hearst, déjà conceptrice de son palace de San Simeon, le Hearst Castle.
Lorsque le monastère est acheminé dans onze bateaux, le coût estimé de la construction explose et va bien au-delà de ce que Hearst peut payer. La Grande Dépression achève de ruiner le projet. Les pierres sont un temps stockées dans des entrepôts qui subissent plusieurs incendies ; celles qui subsistent sont maintenant abandonnées pêle-mêle dans le Golden Gate Park à San Francisco.
Une autre version du projet, Wyntoon (en), sera réalisée par les architectes Willis Polk, Bernard Maybeck et Julia Morgan, mais sans les précieuses pierres du monastère espagnol.

### Famille Hearst
En 1974, la petite-fille de Hearst, Patty Hearst, fait la une des journaux lorsqu’elle est capturée par un groupuscule de gauche connu sous le nom de l’Armée de libération symbionaise. Elle rejoindra par la suite l’organisation et sera mêlée à des activités criminelles qui mèneront à son arrestation pour cambriolage de banque.
La fille de Patty et donc arrière-petite-fille du magnat, Lydia Hearst-Shaw, est actrice et mannequin.

## Le mythe Hearst

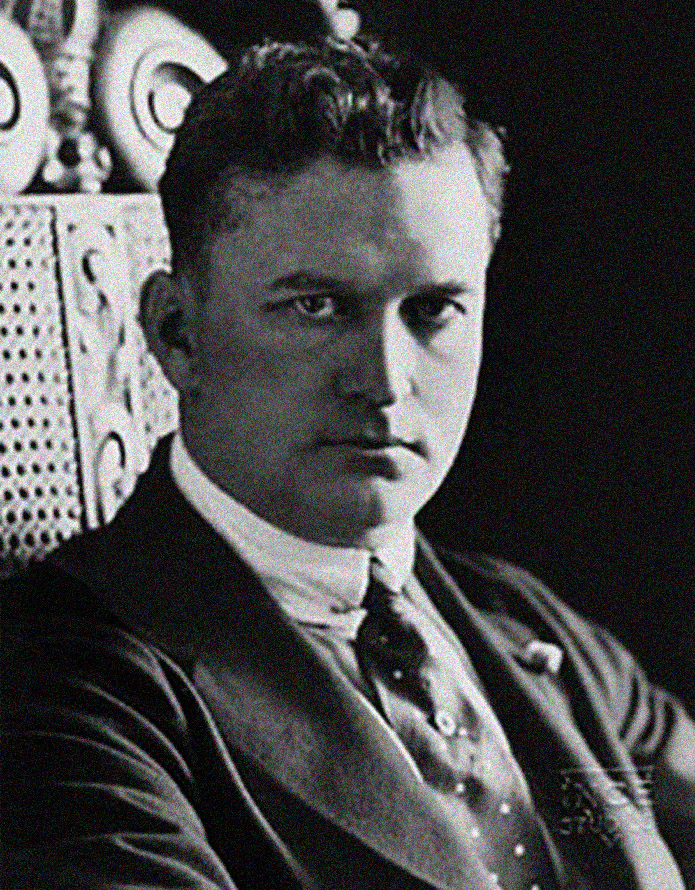
Thomas H. Ince. Thomas Ince Studios, Culver City.

Le 19 novembre 1924, le producteur de cinéma muet Thomas Harper Ince, souvent surnommé « le père du western », meurt d'un infarctus du myocarde alors qu’il participe à une croisière de fin de semaine avec Hearst, Davies, et plusieurs autres personnalités notables d'Hollywood. Des rumeurs selon lesquelles Hearst aurait tiré sur Ince et utilisé son influence pour couvrir l’affaire circulent à l'époque. Le film Un parfum de meurtre, sorti en 2001, raconte une histoire inspirée par ces rumeurs. Kenneth Anger affirme que Hearst a tué accidentellement Ince d'un coup de révolver alors qu'il visait Charlie Chaplin, parce que celui-ci flirtait de manière trop poussée avec sa maîtresse Marion Davies. L'accident aurait eu un témoin : la journaliste Louella Parsons. Hearst aurait acheté son silence en lui attribuant à vie le rôle de correspondant à Hollywood de tous les journaux qu'il dirigeait[source insuffisante].
Orson Welles représente la vie de Hearst dans un portrait à peine voilé dans son film épique Citizen Kane (1941). Hearst était au courant de la production du film et mit en œuvre toutes les ressources à sa disposition pour l’arrêter et empêcher sa sortie, en partie parce qu’il considérait que le film était insultant vis-à-vis de Marion Davies, représentée dans la fiction comme une chanteuse ivrogne et sans talent. Le téléfilm historique Citizen Welles (1999) raconte les tentatives de Hearst d’empêcher la diffusion du film. Welles et le studio qui a produit Citizen Kane résistèrent à la pression, mais le conflit nuisit à la sortie du film, causant de piètres résultats au box-office, et mit en péril la carrière de Welles. Toutefois, les efforts de Hearst se sont révélés inutiles à long terme puisque, après sa mort, la popularité de Citizen Kane a augmenté au point que le film est souvent considéré comme un des plus grands films de tous les temps, et qu'il est devenu indissociable de la vie de Hearst.
Le dessinateur Keno Don Rosa cita le nom de Hearst dans la liste des milliardaires dont le héros de bande dessinée Picsou dépasse la fortune dans La Jeunesse de Picsou.
Dans le roman Jouvence (After Many a Summer) d'Aldous Huxley, le personnage du milliardaire Jo Stoyte est fortement inspiré par Hearst.
Elliot Carver dans Demain ne meurt jamais lui attribue la phrase : « Vous fournissez les photos, et moi je vous fournirai la guerre ». Une phrase très similaire était déjà prononcée par Orson Welles dans son film (« Vous fournissez les poèmes en prose, et moi je vous fournirai la guerre »).
Il fait partie des personnalités dont John Dos Passos a écrit une courte biographie, dans le troisième volume La grosse galette de sa trilogie U.S.A..

## Filmographie partielle

### Comme producteur
- 1920 : Dr. Jekyll and Mr. Zip de Ben Sharpsteen